# (3436) Ibadinov
(3436) Ibadinov (1976 SS3) – planetoida z pasa głównego asteroid okrążająca Słońce w ciągu 4,85 lat w średniej odległości 2,86 j.a. Odkrył ją Nikołaj Czernych 24 września 1976 roku.